# グエン・チー・タン
グエン・チー・タン（ベトナム語: Nguyễn Chí Thanh、漢字：阮志清、1914年1月1日 - 1967年7月7日）はベトナムの軍人、政治家。
本名はグエン・ヴィン（Nguyễn Vịnh、阮榮）。

## 経歴
フランス統治下の1914年、トゥアティエン省（現在のフエ市）クアンディエン県ニェムポー村（粘扶村）に生まれる。
1937年7月、インドシナ共産党に入党し、同年11月にニェムポー支部書記となる。第二次世界大戦中はその大部分をフランスの刑務所に投獄されて過ごした。1945年8月、トゥエンクアン省タンチャオ（新潮）で開催された党第2回全国会議において第1期党中央委員に補選される。
大戦後はベトナム労働党南部支局で働いた。また、大戦直後に勃発した第一次インドシナ戦争ではトゥアティエン省委員会書記、ビン＝チ＝ティエン分区（平治天分区）委員会書記、第4連区連区委員会書記を歴任し、1950年7月11日にベトナム人民軍政治総局主任に任命された。1951年2月には、第2回党大会において党中央委員および党政治局員に選出され、党内序列第7位となる。1959年8月31日、ベトナム人民軍大将へ昇進。
1960年9月、第3回党大会において党政治局員に再選し、党書記局書記を兼ねる。1961年1月23日、第3期党中央委員会第3回総会において党中央軍事委員会委員および党中央農村工作委員会委員長に任命。次いで勃発したベトナム戦争では、1965年から1967年まで南部中央局で作戦立案や軍指揮などに携わった。彼はベトナム戦争最大の転機となるテト攻勢の計画を立案したが、実行の許可を得た直後、心臓発作で死去した。